# ۹۵۷ (خورشیدی)
۹۵۷ نهصد و پنجاه و هفتین سال هجری خورشیدی است.

## رویدادها
- آغاز پادشاهی شاه محمد خدابنده صفوی با تاجگذاری در قزوین.

## درگذشتگان
- قتل شاه اسماعیل دوم صفوی پس از دو سال پادشاهی وی، در قزوین به دست سران قزلباش.